# 柿原謙一
柿原 謙一 (かきはら けんいち、1913年8月19日 - 2000年1月16日) は、日本の実業家。六代目秩父鉄道社長。日本民営鉄道協会副会長。

## 来歴
秩父市で6人兄弟の長男として生まれる。旧制埼玉県立熊谷中学校を経て、1937年、東京商科大学卒業。謙一自身はこれで学校は終わりだと思っていたが、陸軍経理学校に入学させられた。
大学卒業後、一年半ばかり家業を手伝っていたが、1934年に補充兵で応召。その後9年間兵役に従事。大尉となる。
戦後、秩父鉄道に入社。1947年に取締役経理部長となり常務取締役を経て、1969年に六代目社長に就任。社長退任後会長となる。
1984年、春の叙勲で勲三等瑞宝章受賞。
2000年1月16日、秩父市内の病院で急性呼吸不全のため死去。

## 人物
- 趣味は登山、写真、カメラ。戦後は俳句をたしなむ。
- 旧制熊谷中学時代の同期に元行田市長の中川直木、赤城乳業創業者の井上栄一がいる[4]。
- 秩父鉄道創業者の柿原万蔵は祖父。